# Heleia
Heleia es un género de aves paseriformes de la familia Zosteropidae, conocidos vulgarmente como anteojitos. Incluye a dos especies naturales de las islas menores de la Sonda (Indonesia y Timor Oriental), en la Wallacea.

## Especies
Se reconocen las siguientes especies:
- Anteojitos de Timor - Heleia muelleri Hartlaub, 1865
- Anteojitos picogordo - Heleia crassirostris (Hartert, 1897)